# Mary Pat Gleason
Mary Pat Gleason (Lake City, 23 de febrero de 1950-Los Ángeles, 2 de junio de 2020) fue una actriz y guionista estadounidense, ganadora de un Premio Daytime Emmy en 1986. Entre 1983 y 1985 interpretó el papel de Jane Hogan en la serie de televisión The Guiding Light.
Falleció a los setenta años el 2 de junio de 2020 a causa de un cáncer.

## Filmografía
Desde comienzos de la década de 1980 apareció en películas y series de televisión como:

### Cine
| Año  | Título                                             | Papel                   | Notas |
| ---- | -------------------------------------------------- | ----------------------- | ----- |
| 1983 | Easy Money                                         | Madre                   |       |
| 1989 | Troop Beverly Hills                                |                         |       |
| 1989 | I, Madman                                          | Agente de policía       |       |
| 1989 | Fat Man and Little Boy                             | Dora Welsh              |       |
| 1990 | Vital Signs                                        |                         |       |
| 1990 | Pastime                                            | Mujer en el bar         |       |
| 1991 | Defending Your Life                                | Mesera                  |       |
| 1991 | Soapdish                                           | Ama de llaves           |       |
| 1992 | Basic Instinct                                     | Oficial                 |       |
| 1992 | Man Trouble                                        | Vira                    |       |
| 1992 | Lorenzo's Oil                                      | Bibliotecaria           |       |
| 1994 | Lookin' Italian                                    | Directora de casting    |       |
| 1994 | Holy Matrimony                                     | Oficial                 |       |
| 1994 | Speechless                                         |                         |       |
| 1995 | A Walk in the Clouds                               | Conductora              |       |
| 1996 | Infinity                                           | Enfermera               |       |
| 1996 | The Crucible                                       | Martha Corey            |       |
| 1996 | No Easy Way                                        | Enfermera Barb          |       |
| 2000 | Traffic                                            | Testigo                 |       |
| 2001 | Evolution                                          | Compradora              |       |
| 2002 | Hometown Legend                                    | Tee Naters              |       |
| 2003 | Bruce Almighty                                     |                         |       |
| 2003 | Cliché                                             | Francesca DePesto       | Corto |
| 2003 | Intolerable Cruelty                                | Mesera                  |       |
| 2003 | Grand Theft Parsons                                | Enfermera               |       |
| 2004 | 13 Going on 30                                     | Sra. Flamhaff           |       |
| 2004 | A Cinderella Story                                 | Eleanor                 |       |
| 2005 | Marilyn Hotchkiss' Ballroom Dancing & Charm School | Natasha                 |       |
| 2005 | The Island                                         | Vendedora               |       |
| 2005 | Underclassman                                      | Sra. Hagerty            |       |
| 2006 | Lies & Alibis                                      | Operadora               |       |
| 2006 | One Sung Hero                                      | Madre de Sara           | Corto |
| 2006 | Wristcutters: A Love Story                         | Madre de Eugene         |       |
| 2006 | Room 6                                             | Enfermera               |       |
| 2007 | Because I Said So                                  | Iris                    |       |
| 2007 | The Memory Thief                                   | Paciente del hospital   |       |
| 2007 | Nobel Son                                          | Ruby                    |       |
| 2007 | I Now Pronounce You Chuck & Larry                  | Teresa                  |       |
| 2007 | Moving McAllister                                  | Margerie                |       |
| 2008 | Bottle Shock                                       | Marge                   |       |
| 2008 | Drillbit Taylor                                    | Sra. Farber             |       |
| 2010 | Santa's Apprentice                                 | Beatrice Lovejoy        | Voz   |
| 2011 | Bucky Larson: Born to Be a Star                    | Marge                   |       |
| 2011 | I Love You Like Crazy                              | Yvette                  | Corto |
| 2012 | Arcadia                                            | Agnes                   |       |
| 2013 | The Magic Snowflake                                | Beatrice Lovejoy        | Voz   |
| 2014 | Blended                                            | Empleada en la farmacia |       |
| 2014 | Earth to Echo                                      | Dusty                   |       |
| 2014 | Big Stone Gap                                      | Alice Lambert           |       |
| 2016 | Why Him?                                           | Joyce                   |       |
| 2016 | Nina                                               | Orderly                 |       |
| 2016 | Ophelia                                            | Grumpy                  | Corto |
| 2017 | Fan Girl                                           | Carla                   |       |
| 2018 | Sierra Burgess Is a Loser                          | Directora Stevens       |       |

### Televisión
| Año       | Título                                         | Papel                 | Notas             |
| --------- | ---------------------------------------------- | --------------------- | ----------------- |
| 1982      | Texas                                          | Doris Hodges          | 1 episodio        |
| 1983      | Guiding Light                                  | Jane Hogan            | 1 episodio        |
| 1987      | What a Country!                                | Enfermera             | 1 episodio        |
| 1987      | Full House                                     | Jennifer Sianski      | 1 episodio        |
| 1987      | Highway to Heaven                              | Lucille Perry         | 1 episodio        |
| 1988      | Mama's Family                                  | Arlene Madison        | 1 episodio        |
| 1988      | Frank's Place                                  | Madre                 | 1 episodio        |
| 1988      | The Secret Life of Kathy McCormick             | Mesera                | Telefilme         |
| 1989      | Those She Left Behind                          | Enfermera             | Telefilme         |
| 1989      | Murphy Brown                                   | Olga                  | 1 episodio        |
| 1989      | Peter Gunn                                     | Enfermera             | Telefilme         |
| 1989      | Quantum Leap                                   | Sra. Thompson         | 1 episodio        |
| 1989      | Highway to Heaven                              | Conductora            | 1 episodio        |
| 1989      | Dear John                                      | Secretaria            | 1 episodio        |
| 1989      | Life Goes On                                   | Sra. Pasogian         | 1 episodio        |
| 1989      | Night Court                                    | Hermana Ruth          | 1 episodio        |
| 1990      | His & Hers                                     | Sra. Fishbain         | 1 episodio        |
| 1990      | Singer & Sons                                  | Marilyn               | 1 episodio        |
| 1990      | Framed                                         | Mujer en el museo     | Telefilme         |
| 1990      | Steel Magnolias                                | Janice Van Meter      | 1 episodio        |
| 1990      | ABC Afterschool Specials                       | Sra. Rupert           | 1 episodio        |
| 1990      | Who's the Boss?                                | Diane                 | 1 episodio        |
| 1990      | Empty Nest                                     | Enfermera Bradford    | 1 episodio        |
| 1990      | Night Court                                    | Matron                | 1 episodio        |
| 1990      | L.A. Law                                       | Edna Garth            | 1 episodio        |
| 1990      | Saved by the Bell                              | Madame Oeuf           | 1 episodio        |
| 1991      | Davis Rules                                    | Mesera                | 1 episodio        |
| 1991      | In the Heat of the Night                       | Anfitriona            | 1 episodio        |
| 1991      | Perfect Strangers                              | Betty                 | 1 episodio        |
| 1991      | Top of the Heap                                | Sra. Epstein          | 1 episodio        |
| 1991      | Nurses                                         | Enfermera             | 1 episodio        |
| 1991      | Murder, She Wrote                              | Bibliotecaria         | 1 episodio        |
| 1991      | Perry Mason: The Case of the Fatal Fashion     | Amanda Cooper         | Telefilme         |
| 1991      | The Story Lady                                 | Recepcionista         | Telefilme         |
| 1992      | The Golden Palace                              | Mujer perdida         | 1 episodio        |
| 1992      | A Child Lost Forever: The Jerry Sherwood Story | Sra. Rory             | Telefilme         |
| 1993      | Getting By                                     | Sra. Hanover          | 2 episodios       |
| 1993      | Precious Victims                               | Mesera                | Telefilme         |
| 1993      | The Secrets of Lake Success                    | Mujer en la cena      | 3 episodios       |
| 1993      | Coach                                          | Winnie                | 1 episodio        |
| 1993      | Blossom                                        | Mujer                 | 1 episodio        |
| 1994      | Children of the Dark                           | Lydia Fallbrook       | Telefilme         |
| 1994      | Good Advice                                    | Carol                 | 1 episodio        |
| 1994      | Friends                                        | Enfermera             | 1 episodio        |
| 1994      | The 5 Mrs. Buchanans                           | Helen McConnell       | 1 episodio        |
| 1995      | Lois & Clark: The New Adventures of Superman   | Inspectora postal     | 1 episodio        |
| 1995      | Sister, Sister                                 |                       | 1 episodio        |
| 1995      | Step by Step                                   | Sra. Butkus           | 1 episodio        |
| 1995      | The West Side Waltz                            |                       | Telefilme         |
| 1996      | The Right to Remain Silent                     | Doris                 | Telefilme         |
| 1996      | ER                                             | Anne Parks            | 1 episodio        |
| 1996      | Duckman: Private Dick/Family Man               | Voz                   | 1 episodio        |
| 1996      | Lush Life                                      | Morgana               | 1 episodio        |
| 1996      | The Secret Life of Alex Mack                   | Sra. French           | 1 episodio        |
| 1996      | Dave's World                                   | Lucille               | 1 episodio        |
| 1997      | NYPD Blue                                      | Mary Mosler           | 1 episodio        |
| 1997      | Total Security                                 | Renata Fogel          | 1 episodio        |
| 1997      | Suddenly Susan                                 | Edna                  | 1 episodio        |
| 1998      | Ask Harriet                                    | Enfermera             | 1 episodio        |
| 1998      | Grown-Ups                                      | Enfermera             | Telefilme         |
| 1998      | Family Matters                                 | Berta                 | 1 episodio        |
| 1998      | You Lucky Dog                                  | Cocinera              | Telefilme         |
| 1999      | Honey, I Shrunk the Kids: The TV Show          | Hazel                 | 1 episodio        |
| 1999      | A Season for Miracles                          | Abuela                | Telefilme         |
| 2000      | Will & Grace                                   | Sally                 | 2 episodios       |
| 2001      | The Huntress                                   | Enfermera             | 1 episodio        |
| 2001      | Sex and the City                               | Lucille               | 1 episodio        |
| 2001      | That's Life                                    |                       | 1 episodio        |
| 2001      | Malcolm in the Middle                          |                       | 1 episodio        |
| 2002      | General Hospital                               | Madre superiora       | 1 episodio        |
| 2002      | Providence                                     |                       | 1 episodio        |
| 2003      | Lucky                                          | Agente                | 1 episodio        |
| 2004      | Desperate Housewives                           | Elenora Butters       | 1 episodio        |
| 2004      | Memron                                         | Shelley Johansson     | Telefilme         |
| 2004      | NCIS                                           | Enfermera Wells       | 1 episodio        |
| 2005      | Inconceivable                                  | Carmen                | 1 episodio        |
| 2007      | Nip/Tuck                                       | Carol McCrackin       | 1 episodio        |
| 2008      | Desperate Housewives                           | Elenora Butters       | 1 episodio        |
| 2008      | The Middleman                                  | Ida                   | 12 episodios      |
| 2009      | United States of Tara                          | Masseuse              | 1 episodio        |
| 2009      | The Mentalist                                  | Charlotte McAddo      | 1 episodio        |
| 2010      | Chuck                                          | Empleada de la morgue | 1 episodio        |
| 2010      | Good Luck Charlie                              | Rita                  | 1 episodio        |
| 2010      | NCIS: Los Angeles                              |                       | 1 episodio        |
| 2011      | Billion Dollar Freshmen                        | Esther                | Telefilme         |
| 2011      | Hawaii Five-0                                  | Land Lady             | 1 episodio        |
| 2012      | The Middle                                     | Sra. Colavita         | 1 episodio        |
| 2012      | Desperate Housewives                           | Elenora Butters       | 1 episodio        |
| 2012      | Bones                                          | Crystal Jones         | 1 episodio        |
| 2012      | BlackBoxTV                                     | Francine              | 1 episodio        |
| 2012      | 2 Broke Girls                                  | Blanche               | 1 episodio        |
| 2012      | Scandal                                        | Betsy Ray             | 1 episodio        |
| 2012      | Up All Night                                   | Esther                | 1 episodio        |
| 2012–2013 | 1600 Penn                                      | Patty                 | 4 episodios       |
| 2013      | Motive                                         | Marion Reader         | 1 episodio        |
| 2013      | The Bridge                                     | Denise                | 1 episodio        |
| 2013      | Baby Daddy                                     | Betty                 | 1 episodio        |
| 2013      | Grey's Anatomy                                 | Marge Walker          | 1 episodio        |
| 2013      | Killing Kennedy                                | Marguerite Oswald     | Telefilme         |
| 2013–2014 | Instant Mom                                    | Sra. Gosnold          | 4 episodios       |
| 2014–2019 | Mom                                            | Mary                  | 7 episodios       |
| 2014      | Dog with a Blog                                | Carol                 | 1 episodio        |
| 2014      | Partners                                       | Maxine                | 1 episodio        |
| 2014      | Mistresses                                     | Debbie                | 1 episodio        |
| 2014      | Finders Keepers                                | Carol                 | Telefilme         |
| 2016      | Shameless                                      |                       | 1 episodio        |
| 2016      | How to Get Away with Murder                    | Robin Laforge         | 1 episodio        |
| 2016      | Albert                                         | Voz                   | Telefilme         |
| 2016      | Gilmore Girls: A Year in the Life              | Monja                 | 1 episodio        |
| 2017      | Unwritten Obsession                            | Carla                 | Telefilme         |
| 2017      | Will & Grace                                   | Bridget               | 2 episodios       |
| 2018      | American Housewife                             | Sra. Austin           | 1 episodio        |
| 2019      | The Blacklist                                  | Agatha Tyche          | 1 episodio        |
| 2019      | WTF 101                                        | Voz                   | Reparto principal |